# Takenouchi Yasunori
Takenouchi Yasunori est un nom japonais traditionnel ; le nom de famille (ou le nom d'école), Takenouchi, précède donc le prénom (ou le nom d'artiste).
Takenouchi Yasunori (竹内 保徳, 1806-3 mars 1867) est un samouraï japonais.
Hatamoto du shogun au salaire de 200 koku, il occupe divers postes au bureau des comptes, avant d'être nommé magistrat de Hakodate (Hakodatebugyou) en 1854. Là, il exempte les Ainous de se couper les cheveux contre les recommandations du shogunat, et gagne leur respect pour avoir permis le développement de la pêche.
De retour à Edo en 1861 pour occuper la fonction de commissaire aux comptes (Kanjoubugyou) puis magistrat aux affaires étrangères (gaikokubugyou), il est appelé en 1862 pour diriger la première ambassade japonaise en Europe,, dans le but d'obtenir un délai pour l'ouverture des ports de Niigata, Hyougo et Osaka.
De retour l'année suivante, il abandonne ses postes peu après et se retire de l'administration en 1864 alors qu'il venait d'être nommé gouverneur d'Osaka (Osakabugyou). Il meurt trois ans plus tard, en 1867.